# Карловиц
Карловиц (нем. Carlowitz) — старинный дворянский род в Германии и Австрии, известный с XIV века в двух линиях: Цушендорф (до 1759) и Бортен.
К первой принадлежали Николай Карловиц, в 1550 епископ Мейссенский, ревностный противник Реформации, и его племянник Ганс Карловиц, в 1558 воевавший в последнюю дворянскую междоусобицу в Саксонии, известную под названием кабаньей войны (Saukrieg).
К линии Бортен принадлежали Георг (1471—1550) и его племянник Христофор Карловиц (1507—1578), игравшие большую роль как влиятельные советники герцогов Георга Бородатого (позже — курфюрста), Генриха Благочестивого, Морица и Августа Саксонских. С 1841 существовал родовой союз Карловиц и их богатый фамильный архив в Дрездене. Историю рода Карловиц написал Освальд Карловиц (1875).